# Annie Pootoogook
Annie Pootoogook (Cabo Dorset, 11 de mayo de 1969–Ottawa, 19 de septiembre de 2016) fue una artista Inuk canadiense, conocida por sus dibujos a lápiz y bolígrafo. Retrató las experiencias de los habitantes de su comunidad de Kinngait (conocida entonces como Cabo Dorset) en el norte de Canadá, los recuerdos y los acontecimientos de su vida propia.

## Educación y primeros años de vida
Annie Pootoogook nació el 11 de mayo de 1969, en Cabo Dorset (ahora Kinngait), Canadá. Creció en una familia de artistas que trabajaban en la Cooperativa de Esquimales de Baffin Occidental, una de las primeras cooperativas artísticas establecidas en el norte en 1960. Su familia trabajaba múltiples medios y estilos y Pootoogook se interesó por el arte desde la infancia. Su madre, Napachie Pootoogook, era dibujante y su padre, Eegyvudluk Pootoogook, un grabador y escultor de piedra. Pootoogook era la nieta de Pitseolak Ashoona, una artista gráfica muy reconocida, sobrina del grabador Kananginak Pootoogook y prima de la dibujante Shuvinai Ashoona.

## Carrera artística
Pootoogook empezó a crear en 1997, a la edad de 28 años. Desarrolló sus habilidades trabajando junto a los Ancianos y miembros familiares en Cooperativa de Esquimales de Baffin Occidental en Cabo Dorset, Nunavut. Al principio de su carrera, los responsables del estudio de la Cooperativa le decían que sus obras sobre la vida contemporánea de los Inuit, que trataban el consumismo y las influencias del sur en el norte, no se venderían porque iban en contra de los temas predominantes que la Cooperativa consideraba de interés para el mercado del arte del sur: imágenes de la mitología inuit o escenas de la naturaleza.
Los años 2000 fueron los más productivos para Pootoogook. Celebró una pequeña exposición en 2003 en la Galería de Arte The Feheley. Fue su primera exposición individual y un empujón a su carrera, porque hizo que su nombre fuese más conocido. Entre 2001 y 2007, Pootoogook vivió los años más prolíficos de su carrera. Durante este tiempo dibujó escenas íntimas de alcoholismo, violencia y abuso doméstico, poniendo en el centro las experiencias cotidianas de una mujer del norte de Canadá, las dificultades a las que se enfrentan estas comunidades y el impacto de la tecnología en la vida tradicional Inuit. En estos años Pootoogook consolidó el estilo y los temas su trabajo comienza a ser muy característico.
Después de una exitosa exposición en solitario en la galería de arte contemporáneo The Power Plant en 2006, Pootoogook empezó a obtener reconocimiento nacional fuera del mundo del arte y del mercado artístico Inuit. Asistió al importante programa de artistas en residencia de Glenfiddich, en Dufftown, Escocia. Era la primera vez que salía del país y trabajaba fuera del horario habitual del Estudio Kinngait. La experiencia le pareció solitaria, pero produjo una serie de obras ricas e importantes durante su estancia. Durante este periodo trabajó como artista independiente, y en 2001 dejó la Cooperativa de Esquimales de Baffin Occidental. 
En 2006, tras su residencia en Escocia, Pootoogook fue la primera Inuk en ganar el prestigioso premio Sobey Art Award. Se creó una nueva categoría para que fuera nominada: «Praderas y el norte». Además del premio, dotado con 50 000 dólares, se celebró una exposición de Pootoogook en el Museo de Bellas artes de Montreal. Con el nuevo reconocimiento público de su trabajo, Pootoogook decidió quedarse en Montreal. Allí lo pasó mal, sin el apoyo de la Cooperativa y de su comunidad. Aunque volvió a Kinngait durante unos meses, pronto se trasladó de nuevo al sur, esta vez a la capital del país, Ottawa, con la esperanza de tener más éxito.
A lo largo de su carrera creó más de 1000 obras sobre papel y fue durante este tiempo cuando empezó a ser reconocida como artista fuera de la comunidad inuit.

### Temas de su obra
Pootoogook era conocida por sus dibujos a bolígrafo y lápices de colores, en los que representaban la vida contemporánea de los Inuit. La vida y las experiencias de los Inuit influyeron enormemente en su carrera, proporcionándole los temas que trataría más tarde. Su obra se centra principalmente en tres tipos de temas: las experiencias cotidianas de las mujeres que viven en el norte de Canadá, las dificultades a las que se enfrentan las comunidades del norte y el impacto de la tecnología en la vida tradicional Inuit. Además, su obra suele mezclar escenas de hogar íntimas con alcoholismo, violencia y abuso doméstico.
Su obra se inspiró mucho en su madre, Napachie Pootoogook, y su abuela, Pitseolak Ashoona, ambas conocidas artistas Inuit. Al igual que su madre y su abuela, Pootoogook trabajó según la tradición Inuit del sulijuk, que significa «esto es verdad». Esto significa que representan la vida tal y como la ven, sin añadir demasiado de su imaginación a la composición.
Pootoogook tituló sus obras exactamente por lo que representan. Por ejemplo, en Hombre abusando de su pareja, se muestra a un hombre abusando de su mujer.

### Estilo
En las composiciones de Pootoogook las figuras aparecen de frente o de perfil y el estilo es minimalista, con líneas negras que remarcan las formas. La artista utiliza la perspectiva para crear la ilusión de profundidad, pero la manipula aplanando la perspectiva de los sujetos. Sus imágenes suelen mostrar grandes espacios blancos con combinaciones de colores apagados. Su obra se ha descrito como «rudimentaria» y «infantil», ya que no es realista respecto a la forma o el espacio. Según los críticos de arte Bloom y Glasberg, «su medio preferido, el crayón "primitivo" o infantil, también remite al mercado del arte que le ha dado reconocimiento y éxito, y sugiere una historia no contada de adaptación por presión».
Pootoogook incluyó a menudo relojes en su obra, lo que los ha convertido en un motivo que se asocia a su trabajo y permite una fácil atribución. Su obra capta un momento en el tiempo, que es un tema importante para Pootoogook.
Las composiciones de Pootoogook no son reproducibles, lo que va en contra de las prácticas tradicionales de grabado del arte Inuit, donde son muy habituales las copias. Por ello, su obra no está tan representada ya que solo hay un ejemplar original de cada obra.

### Dr. Phil
Una de las obras más famosas de Annie Pootoogook es Dr. Phil, que muestra a una joven viendo el programa de televisión estadounidense del mismo nombre en su casa de Kinngait, Nunavut. Esta composición es un dibujo arquetípico de Pootoogook que muestra la influencia de la tecnología en las comunidades del norte. También incluye el motivo del reloj y tiene un estilo similar al de otras de sus obras. La utilización por parte de Pootoogook de un personaje popular de la televisión hizo que esta composición fuera muy apreciada. Tradicionalmente, el arte Inuit suele mostrar actividades típicas de las comunidades del norte, como la caza, la pesca y las reuniones espirituales. Su uso de imágenes no tradicionales atrae a los coleccionistas de arte contemporáneo, que a menudo no están interesados en el arte o las prácticas de vida tradicionales de los Inuit.

## Reconocimiento y premios
Pootoogook expuso por primera vez de forma individual en 2006 en The Power Plant en Toronto. La exposición fue diseñada por Nancy Campbell y se centró en la mitología, las comunidades Inuit y las dificultades de la vida en el Ártico.
En noviembre de 2006 ganó el Sobey, el premio a los creadores canadienses acompañado por 50 000 dólares. El Premio Sobey se concede a un artista de hasta 39 años que haya expuesto su obra en una galería pública o comercial de Canadá en los últimos 18 meses, en el momento de presentar su solicitud. El comunicado de prensa que anunció el triunfo de Pootoogook señaló que «su obra refleja tanto el momento actual de una tradición específica como de una práctica de dibujo contemporánea».
Tras ganar el Premio Sobey siguió recibiendo publicidad. Expuso en importantes muestras de arte como la Bienal de Montreal, Art Basel y Documenta 12. Pootoogook fue la primera artista Inuk en participar en Documenta, una exposición de arte contemporáneo celebrada en Kassel, Alemania.
De 2009 a 2010 su trabajo estuvo mostrado en exposiciones individuales en múltiples galerías, como el Centro de Arte Agnes Etherington (Kingston, Ontario), el Museo Nacional de los Indios Americanos (Washington, D. C.) y el Centro George Gustav Heye (Manhattan, Nueva York). En 2010 expuso en la Bienal de Sídney.
Pootoogook participó en una sus últimas exposiciones en 2012 en el Museo de Arte Contemporáneo de Massachusetts. Comisariada por Denise Markonish, la exposición titulada 'Oh, Canadá' exhibió a 62 artistas canadienses, incluido el primo de Pootoogook, Shuvinai Ashoona. Sin embargo, Pootoogook era la única artista profesional de la región de Ottawa representada en la exposición.

### Colecciones
Annie Pootoogook está representada por la pequeña galería de Toronto Feheley Fine Arts. Esta galería es la principal responsable de la catalogación y venta de su obra.
El arte de Annie Pootoogook empezó a ser coleccionado por las instituciones artísticas canadienses en 2006, después de que ganara el Premio Sobey. La Galería de Arte de Ontario (Toronto, Ontario), la Galería Nacional de Canadá (Ottawa, Ontario), y el Museo de Bellas Artes Feheley (Toronto, Ontario) poseen importantes colecciones de obras de Pootoogook.

## Muerte
Annie Pootoogook se ahogó en el río Rideau en Ottawa el 19 de septiembre de 2016, y la policía declaró su muerte como sospechosa. Su cuerpo se encontró a un paseo del refugio en el que se alojaba en el momento. Dos autopsias determinaron que el ahogamiento fue la causa de la muerte, aunque nunca se ha declarado si fue un homicidio.
Tras su muerte, el investigador principal del caso, el sargento Chris Hrnchiar, publicó en Internet comentarios que fueron condenados y tachados de racistas, comentando que era probable que la muerte de Pootoogook se debiera al alcoholismo o a la drogadicción debido a su origen étnico. Declaró preventivamente que «no es un caso de asesinato» en las redes sociales. A raíz de ello, se inició una investigación sobre la conducta de Hrnchiar. En noviembre de 2016 Hrnchiar se declaró culpable de dos cargos de mala conducta según la Ley de Servicios Policiales, y por hacer comentarios sobre una investigación abierta.
El cuerpo de Annie Pootoogook fue enviado a Cabo Dorset, donde se celebró un funeral en su pueblo natal. El servicio se realizó íntegramente en su lengua materna, el Inuktitut. La hija menor de Pootoogook pudo asistir al funeral y fue la primera vez que se reunió con su extensa familia Inuit.